# Территориальная прелатура Тронхейма

Территориальная прелатура Тронхейма  (лат. Territorialis Praelatura Trudensis) — территориально-административная единица Римско-католической церкви, находящаяся в городе Тронхейм, Норвегия. Кафедральным собором территориальной прелатуры Тронхейма является церковь святого Олафа. Территориальная прелатура Тронхейма подчиняется непосредственно Святому Престолу.

## История
В 1030 году Святым Престолом была учреждена епархия Нидароса. В 1104 году епархия Нидароса вступила в церковную провинцию Лунда. В 1153 году епархия Нидароса была возведена в ранг архиепархии. В 1537 году во время Реформации в Норвегии архиепархия Нидароса прекратила свою деятельность.
7 апреля 1931 года Римский папа Пий XII издал бреве Supremi Apostolatus, которой учредил миссию Sui iuris центральной Норвегии, выделив её из Апостольского викариата Норвегии (сегодня — епархия Осло).
10 марта 1944 года Римский папа Пий XII издал буллу Digna sane, которой преобразовал миссию Sui iuris центральной Норвегии в Апостольскую префектуру Центральной Норвегии.
4 февраля 1953 года Римский папа Пий XII издал буллу Sollemne est Nobis, которой преобразовал Апостольскую префектуру центральной Норвегии в Апостольский викариат центральной Норвегии.
28 марта 1979 года Римский папа Иоанн Павел II выпустил буллу Cum Nobis, которая преобразовала Апостольский викариат центральной Норвегии в территориальную прелатуру Тронхейма.

## Ординарии территориальной прелатуры
- священник Киприан Витте (30.01.1932 — 10.03.1944);
- священник Антоний Дойч (14.12.1945 — 1953);
- священник Йоганн Рют (4.02.1953 — 25.03.1974);
- священник Герхард Швенцер (29.08.1975 — 2.06.1981);
- священник Георг Мюллер (20.06.1997 — 8.06.2009);
  - епископ Бернт Ивар Эйдсвиг, C.R.S.A. (8.06.2009 — 1.10.2019) — апостольский администратор;
- епископ Эрик Варден, O.C.S.O. (1.10.2019 — по настоящее время)

## Источник
- Annuario Pontificio, Ватикан, 2005
- Бреве Supremi Apostolatus, AAS 23 (1931), p. 430  (лат.)
- Булла Maioris dignitatis, AAS 36 (1944), p. 275  (лат.)
- Булла Sollemne est Nobis, AAS 45 (1953), p. 485  (лат.)
- Булла Cum Nobis  (лат.)